# Yoo Jeong-yeon
Yoo Jeong-yeon (hangul: 유정연; hanja: 俞定延; rr: Yu Jeong-yeon; MR: Yu Kyŏngwan; nascida Yoo Kyung-wan; Suwon, 1 de novembro de 1996), mais conhecida na carreira musical apenas como Jeongyeon (hangul: 정연), é uma cantora, dançarina, modelo, compositora e apresentadora sul-coreana. Realizou sua estreia no cenário musical em 2015 no grupo feminino TWICE.
De 2016 a 2017, Jeongyeon co-apresentou o programa musical Inkigayo com sua irmã Gong Seung-yeon, pelo qual ambos ganharam o Newcomer Award no 2016 SBS Entertainment Awards. Jeongyeon é uma das três integrantes do Twice que foram eleitas entre os 20 artistas mais populares da Coreia do Sul na pesquisa anual da Gallup Korea por três anos consecutivos de 2016 a 2018.

## Biografia
Jeongyeon nasceu sob o nome Yoo Kyung-wan em 1 de novembro de 1996 em Suwon, Gyeonggi, na Coreia do Sul. Seu pai, Yoo Chang-joon, é dono de um restaurante. Ela tem duas irmãs, sendo a mais velha a atriz Gong Seung-yeon.

## Carreira

### Pré-estreia
Jeongyeon juntou-se à JYP Entertainment após passar na sexta audição aberta em 1 de março de 2010. De 2013 a 2015, ela estava prevista para fazer parte do grupo feminino 6mix, mas o grupo nunca chegou a estrear.

### 2015:Sixteene Twice
Em 11 de fevereiro de 2015, J.Y. Park anunciou que a formação do novo grupo feminino da empresa seria escolhido através do reality show da Mnet, Sixteen. O programa se encerrou em 5 de maio, quando Jeongyeon foi anunciada como uma das nove vencedoras do programa. O grupo estreou em 20 de outubro de 2015 com o lançamento do extended play The Story Begins, em conjunto do single "Like Ooh-Ahh". O grupo realizou uma apresentação ao vivo no mesmo dia, onde eles apresentaram todas as canções do EP. O videoclipe da canção atingiu 50 milhões de visualizações no YouTube nos cinco meses seguintes à sua estreia e tornou-se um dos videoclipes de estreia mais vistos de qualquer grupo de K-pop.

### 2016–presente: Carreira solo e crescente popularidade
De junho de 2016 a janeiro de 2017, Jeongyeon, juntamente de sua irmã Gong Seung-yeon, co-apresentou o programa musical Inkigayo, pelo qual ambos ganharam o Newcomer Award no 2016 SBS Entertainment Awards.
Na pesquisa musical anual da Gallup Korea, Jeongyeon foi eleita entre os vinte artistas mais populares da Coreia do Sul por três anos consecutivos, de 2016 a 2018, junto de suas colegas de grupo Nayeon e Tzuyu.

## Vida pessoal
Quando era criança, ela era muitas vezes provocada porque Kyung-wan, seu nome de nascimento, soava como um nome masculino. Por causa disso, legalmente mudou seu nome para Jeong-yeon quando estava na terceira série.
Em junho de 2020, Jeongyeon foi diagnosticada com hérnia de disco espinhal, para a qual ela passou por uma cirurgia de disco e recebeu medicamentos esteroides. Em 17 de outubro de 2020, a JYP Entertainment anunciou que Jeongyeon entraria em um hiato devido à ansiedade. Ela retomou as atividades em 31 de janeiro de 2021 no 30º Seoul Music Awards. Em 18 de agosto de 2021, a JYP Entertainment anunciou que Jeongyeon entraria em um segundo hiato devido ao transtorno de pânico e ansiedade. Ela retomou as atividades como membro do grupo em fevereiro de 2022, começando com a etapa norte-americana da Twice 4th World Tour "III". 

## Discografia

### Singles
| Título                                       | Ano                          | Melhor posição nas paradas   | Vendas (DL)                  | Álbum                        |
| Título                                       | Ano                          | KOR                          | Vendas (DL)                  | Álbum                        |
| Aparições em trilhas sonoras                 | Aparições em trilhas sonoras | Aparições em trilhas sonoras | Aparições em trilhas sonoras | Aparições em trilhas sonoras |
| -------------------------------------------- | ---------------------------- | ---------------------------- | ---------------------------- | ---------------------------- |
| "Like a Star (별처럼)" (com Gong Seung-yeon) | 2018                         | –                            | —                            | My Dream Class               |

### Créditos de composição
Todos os créditos das canções são adaptados do banco de dados da Korea Music Copyright Association, salvo indicação em contrário.
| Ano  | Artista | Canção             | Álbum         | Letrista  | Letrista                                |
| Ano  | Artista | Canção             | Álbum         | Creditada | Com                                     |
| ---- | ------- | ------------------ | ------------- | --------- | --------------------------------------- |
| 2017 | Twice   | "Love Line"        | Twicetagram   | Yes       | —                                       |
| 2018 | Twice   | "Sweet Talker"     | What Is Love? | Yes       | Chaeyoung                               |
| 2018 | Twice   | "La La La"         | Yes or Yes    | Yes       | —                                       |
| 2019 | Twice   | "21:29"            | Feel Special  | Yes       | Integrantes do Twice                    |
| 2020 | Twice   | "Sweet Summer Day" | More & More   | Yes       | Chaeyoung                               |
| 2022 | Twice   | "Celebrate"        | Celebrate     | Yes       | Integrantes do Twice, J.Y. Park, Co-sho |
| 2024 | Twice   | "Bloom"            | With YOU-th   | Yes       | —                                       |

## Filmografia

### Filmes
| Ano  | Título    | Personagem | Nota(s)                     |
| ---- | --------- | ---------- | --------------------------- |
| 2017 | Twiceland | Ela mesma  | Filme documentário do Twice |

### Programas de variedades
| Ano       | Título               | Canal | Função        | Nota(s)                                       |
| --------- | -------------------- | ----- | ------------- | --------------------------------------------- |
| 2015      | Sixteen              | Mnet  | Concorrente   | Programa de sobrevivência para formar o Twice |
| 2016      | Muscle Queen Project | KBS   | Concorrente   |                                               |
| 2016      | Law of The Jungle    | SBS   | Ela mesma     |                                               |
| 2016–2017 | Inkigayo             | SBS   | Apresentadora | com Gong Seung-yeon                           |

## Videografia
| Aparições em videoclipes       | Aparições em videoclipes | Aparições em videoclipes |
| Canção                         | Ano                      | Título                   |
| ------------------------------ | ------------------------ | ------------------------ |
| "Girls Girls Girls"            | 2014                     | GOT7                     |
| "다른 남자 말고 너 (Only You)" | 2015                     | Miss A                   |

## Prêmios e indicações
| Ano  | Prêmio                   | Categoria                                     | Trabalho nomeado | Resultado | Ref.   |
| ---- | ------------------------ | --------------------------------------------- | ---------------- | --------- | ------ |
| 2016 | SBS Entertainment Awards | Newcomer Award (Female) (com Gong Seung-yeon) | Inkigayo         | Venceu    | [ 19 ] |